# التحكم والقوة في العلاقات التعسفية
السلطة والتحكم في العلاقات المسيئة أو التعسفية (بالإنجليزية: Power and control in abusive relationships)‏ أو (السيطرة القسرية (بالإنجليزية: coercive control)‏ أو السلوك المسيطر (بالإنجليزية: controlling behaviour)‏) هي طريقة يكتسب من خلالها الشخص المعتدي (المتعسف أو المسيئ) السيطرة على الضحية ويحافظ عليها وذلك لأغراض تعسفية مثل الاعتداء النفسي والجسدي والجنسي. ويستخدم الشخص المعتدي تكتيكات متعددة لممارسة السلطة والسيطرة على غيره، وتعتبر هذه التكتيكات في حد ذاتها مسيئة نفسيا. ويهدف المعتدي إلي السيطرة وتخويف الضحية أو التأثير عليها لتشعر بأنها ليس لديها نفس حقوق أو صلاحيات المعتدي في العلاقة. وبالتالي أقل منه شأنا.
يتحكم المتلاعبون والمسيئون بضحاياهم من خلال مجموعة من التكتيكات، من بينها التعزيز الإيجابي (مثل الثناء أو قصف الحب أو الابتسام أو الهدايا) أو التعزيز السلبي أو التعزيز الجزئي المتقطع، والعقاب النفسي (مثل الإزعاج والمعاملة الصامتة والألفاظ النابية والتهديدات، والتخويف، ورحلة الذنب) والتكتيكات الصادمة (مثل الإساءة اللفظية أو الغضب المتفجر). وقد تنشأ نوع من الترابط المؤلم بين المعتدي والضحية نتيجة لدورة الإساءة المستمرة، والتي يقوم فيها التعزيز المتقطع للمكافأة والعقاب بخلق روابط عاطفية قوية قد تكون مقاوِمة للتغيير.
كما تستخدم استراجيات أخرى كالعزلة، وألعاب العقل. وقد يكون الضحية مدمنا للكحول أو المخدرات مما يسهل من عملية زعزعة استقراره.
بعض أنواع الشخصية تشعر بالاضطرار للسيطرة على الآخرين.

## علم نفس الشخصية
في علم نفس الشخصية هناك بعض اضطرابات الشخصية التي تظهر سمات معينة من بينها السعي للسيطرة على الآخرين: 
- فأولئك الذين يعانون من اضطراب الشخصية المعادية للمجتمع يميلون إلى إظهار شعور متضخم بقيمة الذات. ونظرا لكونهم منعدمي المشاعر والندم والتقمص الوجداني، فهم مناسبون تماما للخداع والتلاعب بالآخرين وجعلهم يمتثلون لرغباتهم.
- أولئك الذين يعانون من اضطراب الشخصية الهيستيرية يحتاجون إلى أن يكونوا مركز الاهتمام. ومن ثم استقطاب الضحية لعلاقة والتحكم بهذه العلاقة (والتخلص منها في نهاية المطاف).
- أولئك الذين يعانون من اضطراب الشخصية النرجسية لديهم تضخم سطحي في الذات، وفرط حساسية للنقد والشعور بالاستحقاق الذي يجبرهم على إقناع الآخرين بالامتثال لطلباتهم.

ولكي يحافظ النرجسيون على احترام الذات، وعلي حماية أنفسهم الحقيقية الضعيفة، فهم يحتاجون إلى التحكم في سلوك الآخرين - لا سيما سلوك أطفالهم الذين يعتبرونهم امتدادا لأنفسهم. 

## مهووس السيطرة
يُعتبر الشخص المهووس بالسيطرة في كثير من الأحيان شخصا كماليا وذلك للدفاع عن نفسه ضد التعرضية الناتجة عن الاعتقاد بأنه إذا لم يكن مسيطرا بشكل كامل فإنه سيكون عرضة لخطر تعريض نفسه مرة أخرى إلى ذعر الطفولة. ومن ثم فالمهووس بالسيطرة شخص يتلاعب ويضغط على الآخرين من أجل تغيير أنفسهم حتى يتجنب هو تغيير نفسه، ويستخدم القوة ضد الآخرين للتخلص من الفراغ الداخلي. وعندما ينكسر نمط التحكم لمهووس السيطرة، فإن ذلك يترك بداخله شعورا رهيبا بالعجز، ولكن الشعور بألمه وخوفه يعيده إلى نفسه مرة أخرى.
من وجهة نظر نظرية نوع الشخصية فإن المهووس بالسيطرة تنتمي شخصيته إلى حد كبير الشخصيات ضمن الفئة أ، مدفوعا بالحاجة إلى السيطرة والتحكم. وهناك حاجة هوسية للسيطرة على الآخرين ترتبط أيضا باضطراب الشخصية المعادية للمجتمع.

## التلاعب النفسي
حدد بريكر (Braiker) الطرق التالية والتي من خلالها يتحكم المتلاعبون في ضحاياهم:
- التعزيز الإيجابي: يشمل الثناء والسحر الظاهري والتعاطف السطحي (دموع التماسيح) والاعتذار المفرط والمال والموافقة والهدايا والاهتمام وتعبيرات الوجه مثل الضحك أو الابتسامة الإجبارية والاعتراف العام.
- التعزيز السلبي: يشمل إخراجه من موقف سيئ كمكافأة، على سبيل المثال «لن تضطر إلى القيام بواجبك المنزلي إذا سمحت لي أن أفعل ذلك لك».
- التعزيز المتقطع أو الجزئي: التعزيز السلبي الجزئي أو المتقطع يمكن أن يخلق مناخا فعالا من الخوف والشك. ويمكن للتعزيز الإيجابي الجزئي أو المتقطع أن يشجع الضحية على الاستمرار.
- العقاب: ويشمل الإزعاج، والصراخ، والمعاملة الصامتة، والترهيب، والتهديد، والسب، والابتزاز العاطفي، ورحلة الذنب، والتهجم، والبكاء، ولعب دور الضحية.

التعليم التجريبي الصادم: باستخدام الإساءة اللفظية، والغضب المتفجر، أو غيرها من سلوكيات التخويف لخلق حالة من الهيمنة أو التفوق؛ فمجرد حدث واحد من مثل هذه السلوكيات يمكن أن إشراط أو تدريب الضحية علي تجنب إزعاج أو مواجهة أو مخالفة المتلاعب أو المعتدي.

### الابتزاز العاطفي
الابتزاز العاطفي هو مصطلح صاغه المعالج النفسي سوزان فوروارد (Susan Forward)، حول السيطرة علي ألأشخاص في العلاقات، بجانب النظرية التي تري أن الخوف والإلزام والذنب ((fear, obligation and guilt (FOG) تمثل ديناميات التفاعل المعتدي (المسيطر) والضحية (المسيطر عليه). ويعتبر فهم هذه الديناميات مفيد لأي شخص يحاول التخلص من سيطرة شخص آخر عليه، ولتسهيل التعامل مع الشعو بالقهر والإجبار على القيام بأشياء غير مريحة، غير مرغوب فيها، مرهقة، أو حتي التضحية بذاته من أجل الآخرين.
وحدد كل من فورواد وفريزير أربعة أنواع من الابتزاز بجانب أساليب التلاعب العقلي التابع لها:
| النوع               | المثل                                                                       |
| ------------------- | --------------------------------------------------------------------------- |
| تهديد المعاقب       | تناول الطعام الذي صنعته لك، وإلا سوف أقوم بإيذائك                           |
| تهديد المعاقب لذاته | تناول الطعام الذي صنعته لك، وإلا سأقوم بإيذاء نفسي                          |
| تهديد المضحي        | تناول الطعام الذي صنعته لك. لقد كنت أحتفظ به لذاتي، أتسائل مالذي سيحدث الآن |
| تهديد المعذب        | تناول الطعام الذي صنعته لك وربما تحصل علي حلوي لذيذة بعد ذلك.               |

هناك مستويات مختلفة من المطالب، مثل المطالب ذات العواقب البسيطة، والمطالب التي تتضمن قضايا هامة أو استقامة شخصية، والمطالب التي تؤثر على قرارات الحياة الرئيسية، والمطالب الخطرة أو الغير قانونية.

### المعاملة الصامتة
تستخدم المعاملة الصامتة أحيانا كآلية للتحكم. وعندما يستخدم فإنها تشكل سلوك سلبي عدواني يتميز باقتران المؤشرات غير اللفظية مع مؤشرات لا لبس فيها على وجود مشاعر سلبية (من المعتدي تجاه الضحية) ورفض المعتدي مناقشة السيناريو الذي أثار هذه المشاعر السلبية (مع الضحية) إذا ما كان مصدر تلك المشاعر السلبية غير واضح للضحية، ورفض توضيحه أو حتى تحديد مصدره على الإطلاق. ونتيجة لذلك، فإن مرتكب المعاملة الصامتة (المعتدي) يحرم الضحية من فرصة التفاوض والحوار حول تسوية هذه المشاعر وعدم ارتكاب السلوكيات التي سببتها وتعديل سلوكه مستقبلا لتجنب هذا الخطأ. وفي حالات معينة، فإن الضحية حتى لو وافقت علي مطالب المعتدي، فإن المعتدي قد يستمر أو يواصل المعاملة الصامتة من أجل إشعار الضحية بأن ما يريده المعتدي لم يتم اشباعه بعد. وهكذا، فإن المعاملة الصامتة تمكن المعتدي من المزيد من التحكم والتسبب في الأذى للضحية، كما تمكنه من الحصول على اهتمام مستمر في شكل محاولات متكررة من جانب الضحية لفتح الحوار، مما يحافظ على موقف السلطة للمعتدي من خلال القلق المستمر (من جانب الصحية) بشأن المدة التي سيستمر فيها الصمت اللفظي وما يصاحبه من استحالة انهاء الصراع.

### قصف الحب
يستخدم تعبير قصف الحب لوصف تكتيكات يستخدمها القوادة وأعضاء العصابات للسيطرة على ضحاياهم، وكذلك لوصف سلوك نرجسي مسيء يحاول كسب ثقة الضحية.

### ألعاب العقل
يمكن استخدام ألعاب العقل في العلاقات الحميمة لتقويض اعتقاد الشخص في صلاحية حواسه. وقد يتم انكار الخبرة الشخصية. ومثل هذه الألعاب العقلية المسيئة قد تمتد إلى إنكار حقيقة الضحية، وتقويضه الاجتماعي، وتهميش ما يشعر به. وتتاح الفرصة بالتساوي لكل من الجنسين لهذا الإكراه اللفظي، والذي يمكن أن يتم بدون وعي نتيجة لضرورة الحفاظ على خداع الذات. 

## في العلاقة الحميمة

### خلفية
تم تطوير عجلية القوة والسيطرة في عام 1982 من قبل برنامج الاعتداء الأسري في منيابولس لشرح طبيعة الاعتداء، ولتحديد أشكال الإساءة المستخدمة للسيطرة على شخص آخر، ولتثقيف الناس بهدف وقف العنف وسوء المعاملة. ويُستخدم هذا النموذج في العديد من برامج التدخل والمساعدة، ويعرف باسم نموذج دولوث. وبشكل عام فإن التحكم والسيطرة موجودين مع الاعتداء العنيف، البدني والجنسي.

### تطور السيطرة
عادة ما يكون المعتدي في البداية حاضر، ساحر ومحب، ويكتسب ثقة الفرد الذي سيصبح في نهاية المطاف ضحية. وعندما يكون هناك اتصال ودرجة من الثقة، فإن المعتدي يصبح مشاركا بشكل غير عادي في مشاعر وأفكار وإجراءات الضحية. بعد ذلك، يقوم المعتدي بوضع قواعد صغيرة ويظهر عليه أعراض الغيرة المرضية. وتبدأ عملية الاشراط الاستثابي بتناوب المحبة يليها السلوك المسيء، ويؤدي ذلك إلى إرباك الضحية بما يؤثر بشكل قوي علي البنية النفسية والمخططات المعرفية. ويسقط المعتدي المسؤولية عن الاعتداء على الضحية، ويصبح التدهور والإسقاطات السلبية جزءا لا يتجزأ من الصورة الذاتية للضحية.
يحدث الترابط المؤلم بين المعتدي والضحية نتيجة لدورة الإساءة المستمرة، والتي يقوم فيها التعزيز المتقطع للمكافأة والعقاب بخلق روابط عاطفية قوية قد تكون مقاوِمة للتغيير.

### التكتيكات
يستخدم المعتدي (المسئ أو المتعسف) تكتيكات متعددة لممارسة السلطة والسيطرة على ضحيته، ووفقا لجيل كوري (Jill Cory) وكارين مكاندليس ديفيس (Karen McAndless-Davis)، مؤلفان كتاب " متى يضر الحب: دليل المرأة لفهم سوء المعاملة في العلاقات: كل من التكتيكات الموجودة داخل عجلة السلطة والسيطرة يمكن استخدامها " للحفاظ على السلطة والسيطرة في العلاقة، وبغض النظر عن نوع التكتيك الذي يستخدمه شريك حياتك، فإن المحصلة هي التحكم وتخويفك أو التأثير عليك لتشعر بأنك لا تملك صوتا متساويا معه في العلاقة".

#### الإكراه والتهديدات
هناك أداة لممارسة السيطرة والسلطة وهي استخدام التهديدات والإكراه. فقد يتعرض الضحية لتهديدات بتركها أو إيذائها. وقد يهدد المعتدي الضحية بأنه سوف ينتحر. وقد يجبرها أيضا على القيام بأعمال غير مشروعة أو إسقاط التهم التي قد يتعرض لها ضد المعتدي عليه.
وفي أكثر الأشكال فعالية، يخلق المعتدي حالة الإرهاب والتخويف من خلال سلوك غير متناسق لا يمكن التنبؤ به. ويتعرض الضحايا لخطر القلق والتفكك والاكتئاب والعار ونقص الثقة بالنفس والتفكير الانتحاري.

#### الترهيب
يمكن أن يتعرض اللضحايا للترهيب سواء بالأسلحة أو تدمير ممتلكاتهم أو أشياء أخرى، أو استخدام الإيماءات أو النظرات لخلق حالة من الخوف.

#### الإساءة الاقتصادية
تعتبر الإساءة الاقتصادية من الوسائل الفعالة لضمان السيطرة والسلطة على الآخرين من خلال التحكم في حصولهم على المال. أحد الطرق من خلال منع الضحية من الحصول على وظيفة. وثمة عنصر آخر هو التحكم في وصوله إلى المال. ويمكن أن يتم ذلك عن طريق حجب معلومات الوصول إلى دخل الأسرة، وأخذ أمواله، مما يدفع الضحية للمطالبة بالمال، أو منحه علاوة، أو تقديم توكيل أو حفظ، ولا سيما في حالة الإيذاء الاقتصادي للمسنين.

#### الإساءة العاطفية
تشمل الإساءة العاطفية التنابز بالألقاب ولعب ألعاب العقل، وخذلان الضحية، أو الإهانة. والهدف هو جعل الشخص يشعر بشعور سيئ تجاه نفسه، ويشعر بالذنب أو يعتقد أنه مجنون.

#### العزل
عنصر آخر من عناصر السيطرة النفسية هو عزل الضحية عن العالم الخارجي. العزل يشمل السيطرة على النشاط الاجتماعي للشخص: من يراه، ومن يتحدث إليه، وأين يذهب، وأي طريقة أخرى للحد من وصوله إلى الآخرين. ويمكن أن يشمل ذلك أيضا الحد من الكتب التي يقرأها. وقد يشمل ذلك الإصرار على معرفة أين كان، وطلب الإذن للرعاية الطبية. ويظهر علي المعتدي الغيرة المفرطة.

#### التقليل والإنكار وإلقاء اللوم علي الضحية
يمكن أن ينكر المعتدي الإساءة التي وقعت منه لمحاولة إلقاء المسؤولية تجاه سلوكه على الضحية. والتقليل من التحفظات أو درجة سوء المعاملة هو جانب آخر من هذه السيطرة.

#### استخدام الأطفال والحيوانات الأليفة
يمكن استخدام الأطفال لممارسة السيطرة وذلك عن طريق التهديد بأخذ الأطفال أو جعل الطرف الآخر (الضحية) يشعر بالذنب تجاه الأطفال. ويمكن أن تشمل التحرش بهم أثناء الزيارة أو استخدام الأطفال لنقل الرسائل. وهناك تكتيك آخر للتحكم هو إساءة استخدام الحيوانات الأليفة.

#### استخدام الامتياز
استخدام «الامتياز» يعني أن المعتدي هو من يحدد الأدوار في العلاقة، ويتخذ القرارات الهامة، ويعامل الضحية مثل خادم ويتصرف كـ «سيد القلعة». 

## اضطراب الشخصية السادية
يستمد الشخص الذي يعاني من اضطراب الشخصية السادية متعته من الضيق الناجم عن سلوكه العدواني والمهين والقاسي تجاه الآخرين. فالشخص السادي يعاني من ضعف القدرة على السيطرة على ردود أفعاله ويصبح غاضبا من الخلل البسيط، وبعض الساديين أكثر تعسفية من غيرهم. ويستخدم السادي مجموعة واسعة من السلوكيات للسيطرة على الآخرين، بدءا من التلميحات العدائية إلى العنف الجسدي الشديد. ويقع ضمن هذا الطيف التهديدات والإذلال والإكراه والسيطرة غير الملائمة على الآخرين وتقييد استقلالية الآخرين والسلوك العدائي والعنف البدني والجنسي. وكثيرا ما يكون الغرض من سلوك السادي هو السيطرة على الآخرين وترهيبهم.
غالبا ما يكون الشخص السادي جامدا في معتقداته، متعصب تجاه الأجناس الأخرى أو غيرها من «الجماعات الدخيلة»، مستبد، وخبيث. وقد يسعي السادي لمناصب يستطيع فيها ممارسة سلطته على الآخرين، مثل قاض أو رقيب عسكري أو طبيب نفسي يسيئ استخدام مركزه للسيطرة على الآخرين أو تعذيبهم. 

## القتلة المتسلسلون
الهدف الرئيسي لأحد أنوع القتلة المتسلسلون هو كسب وممارسة السلطة على ضحاياه. وأحيانا ما يتعرض هؤلاء القتلة للاعتداء عليهم أثناء الطفولة، مما يجعلهم يشعرون بالعجز وعدم الكفاية كبالغين. فالعديد من القتلة الذين يسعون للسلطة أو السيطرة يسيئون معاملة ضحاياهم جنسيا، لكنهم يختلفون عن القتلة المتلذذين في أن الاغتصاب ليس مدفوعا بالشهوة (كما هو الحال مع القاتل من أجل الشهوة)، بل هو مجرد شكل آخر من أشكال السيطرة على الضحية. ويُعتبر تيد بندي مثال على القاتل المتسلسل الموجه نحو السلطة والتحكم، حيث سافر في جميع أنحاء الولايات المتحدة ساعيا وراء النساء للسيطرة عليهن.

## القانون
في ديسمبر 2015، أُعلن السلوك المسيطر أو القسري في علاقة حميمة أو عائلية علي أنه غير قانوني في انكلترا وويلز.